# Amore puro (album Alessandra Amoroso)
| Recensione    | Giudizio |
| ------------- | -------- |
| Rockol        |          |
| Melodicamente |          |

Amore puro è il terzo album in studio della cantante italiana Alessandra Amoroso, pubblicato dalla casa discografica Columbia della Sony Music il 24 settembre 2013.

## Descrizione
L'album viene anticipato dall'omonimo singolo, in rotazione radiofonica a partire dal 30 agosto 2013. Il disco è stato presentato il 21 settembre 2013 in anteprima ai suoi fan al Globe Theatre di Roma, in diretta e in radiovisione su RTL 102.5. Durante questo evento, chiamato Alessandra Amoroso day, viene pubblicata la lista tracce dell'album. Il 15 novembre 2013 entra in rotazione radiofonica Fuoco d'artificio. Il 7 marzo 2014 dopo varie anteprime entra in rotazione radiofonica il terzo singolo Non devi perdermi. Il 27 giugno 2014 entra in rotazione radiofonica Bellezza, incanto e nostalgia come quarto singolo estratto. Il 24 ottobre 2014 viene estratto il quinto singolo dal titolo L'hai dedicato a me.
L'album è stato prodotto da Tiziano Ferro e Michele Canova Iorfida. Nell'album sono presenti undici tracce, la stragrande maggioranza, ossia otto, vedono in Tiziano Ferro la scrittura e composizione. Figura inoltre sia la collaborazione di Ferro con Emeli Sandé in Fuoco d'artificio che quella con Alessandra Amoroso in Da casa mia. Hanno scritto brani per il disco anche Biagio Antonacci, autore di Non devi perdermi e Federica Camba con Daniele Coro in Non sarà un arrivederci.
Il disco, composto principalmente da melodie pop, presenti in brani come Amore puro, mostra anche altre sfumature, tra cui il genere black in Starò meglio, il soul in Bellezza, incanto e nostalgia ed il gospel in Hell or High Water.
È stato possibile ordinare l'album in anteprima su iTunes. La versione pubblicata su iTunes, chiamata iTunes Special Edition ha accreditata una 12ª traccia, intitolata Amore puro (Making Of), sotto formato di video.
A dicembre 2013 l'album vince il sondaggio Mtv Autumn Clash indetto da MTV, come miglior album uscito in autunno, mentre il 14 febbraio 2014, vince l'MTV Love clash come migliore canzone di San Valentino con Fuoco d'artificio.
Il 20 dicembre 2014 sul canale di Real Time è andato in onda uno speciale dedicato all'album, dal titolo Un anno di amore puro, che ripercorre la storia della nascita dell'album ed i vari premi e successi ottenuti nell'anno di pubblicizzazione.

## Tracce
CD, download digitale
1. Da casa mia – 3:52 (Tiziano Ferro, Alessandra Amoroso, P. Dalton, N. Kings)
2. Amore puro – 4:27 (Tiziano Ferro; edizioni musicali Pandar Italia Srl)
3. Fuoco d'artificio – 4:01 (testo: Tiziano Ferro – musica: Emeli Sandé e Chris Crowhurst) – (Brano presente nell'archivio SIAE sotto il nome di Fireworks)
4. Starò meglio – 3:51 (Tiziano Ferro, Edwina Jhonson, S. Robson, Anthony Wayne Hector)
5. Difendimi per sempre – 4:09 (testo: Tiziano Ferro – musica: Tiziano Ferro e Davide Tagliapietra; edizioni musicali Pandar Italia Srl e Nisa Edizioni Musicali Srl) – (Titolo originale presente nell'archivio SIAE Difenditi da me)
6. Bellezza, incanto e nostalgia – 3:59 (Tiziano Ferro; edizioni musicali Pandar Italia Srl) – (Titolo originale presente nell'archivio SIAE Bellezza incanto nostalgia)
7. L'hai dedicato a me – 3:35 (Tiziano Ferro)
8. Non devi perdermi – 3:20 (Biagio Antonacci; edizioni musicali Basta Edizioni Musicale Srl)
9. Non sarà un arrivederci – 3:49 (Federica Camba e Daniele Coro; edizioni musicali Warner Chappell Music Italiana e Unopiùunofamille) – (Titolo originale presente nell'archivio SIAE Non sara un arrivederci)
10. Hell or High Water – 3:37 (musica: R. Kleiner, Jonathan David Bellion e A. Mae)
11. La vita che vorrei – 3:47 (T. Ferro, N. Hajjara, G. D. O'Connell e Jos Hartvig Jorgensen)

## Formazione
- Alessandra Amoroso – voce
- Michael Landau – chitarra elettrica
- Davide Tagliapietra – chitarra elettrica, chitarra acustica, programmazione
- Victor Indrizzo – batteria
- Tim Lefebvre – basso
- Luca Scarpa – pianoforte, tastiera, sintetizzatore, organo Hammond, Fender Rhodes
- Jeff Babko – organo Hammond, pianoforte, Vintage Vibe piano
- Vinnie Colaiuta – batteria

## Successo commerciale
Nel corso della prima settimana di rilevamento FIMI, l'album debutta direttamente al primo posto della Classifica FIMI Album. L'album debutta, alla sua uscita, anche nella Top 100 Albums di Schweizer Hitparade, classifica musicale Svizzera, piazzandosi alla 49ª posizione, per poi raggiungere in quella seguente, come posizione massima, la 40ª. In Italia nella settimana successiva, la 40ª del 2013, l'album viene certificato disco d'oro per aver venduto oltre 30.000 copie, mentre nel dicembre 2013 viene certificato disco di platino per aver venduto oltre 60.000 copie. Il disco dopo 44 settimane dalla sua uscita, entra nuovamente in Top10 della classifica Fimi piazzandosi al 10º posto dei dischi più veduti della settimana, per poi salire, nel corso della sua 49ª settimana di permanenza in classifica fino alla 4ª posizione. Pochi giorni dopo, il 5 settembre 2014 viene certificato doppio disco di platino per le oltre 100.000 copie vendute.
Amore puro risulta essere il 16º album più venduto in Italia nel 2013, secondo la classifica di fine anno stilata da FIMI. Risulta inoltre essere il 19º disco più venduto nel primo semestre del 2014, secondo classifica di metà anno stilata sempre da FIMI, rimanendo sempre nella TOP50 della classifica FIMI per oltre 60 settimane, di cui 35 settimane in TOP20. L'album è il 28º album più venduto in Italia nel 2014.

## Amore puro tour
Dal 3 dicembre 2013 al 24 agosto 2014 la cantante ha effettuato l'Amore puro Tour, con due anteprime nel mese di dicembre 2013 a Milano e Roma. In seguito ci sono state 13 tappe primaverili da marzo a maggio e 9 estive nei mesi di luglio e agosto.
Durante la tappa del 19 maggio all'Arena di Verona, la cantante ha ospitato diversi artisti che hanno duettato con lei: Fiorella Mannoia, Marco Mengoni, Emma Marrone, Annalisa, Moreno e il comico Giorgio Panariello. Lo spettacolo è andato in onda in tv su Canale 5 il 30 luglio in prima serata ed in replica il 17 dicembre 2014 in seconda serata su Italia1.
Durante il tour estivo, la cantante ha ospitato alcuni cantanti: Francesco Renga alla tappa di Brescia, i Dear Jack alla tappa di Melpignano e Deborah Iurato alla tappa di Catanzaro.
Le stime parlano di oltre 120.000 biglietti venduti nel corso del tour, divenendo la tournée di maggior successo dell'artista.
Di seguito le tappe del tour:
| Data            | Città             | Luogo                                  |
| --------------- | ----------------- | -------------------------------------- |
| 3 dicembre 2013 | Milano            | Mediolanum Forum                       |
| 5 dicembre 2013 | Roma              | PalaLottomatica                        |
| 28 marzo 2014   | Treviso           | Zoppas Arena                           |
| 29 marzo 2014   | Padova            | PalaFabris                             |
| 1º aprile 2014  | Milano            | Mediolanum Forum                       |
| 4 aprile 2014   | Torino            | PalaOlimpico                           |
| 5 aprile 2014   | Bologna           | Unipol Arena                           |
| 8 aprile 2014   | Genova            | 105 Stadium                            |
| 9 aprile 2014   | Firenze           | Nelson Mandela Forum                   |
| 11 aprile 2014  | Roma              | PalaLottomatica                        |
| 14 aprile 2014  | Bari              | Palaflorio                             |
| 17 aprile 2014  | Acireale          | Palatupparello                         |
| 19 aprile 2014  | Napoli            | Palapartenope                          |
| 17 maggio 2014  | Rimini            | 105 Stadium                            |
| 19 maggio 2014  | Verona            | Arena di Verona                        |
| 17 luglio 2014  | Caserta           | Reggia di Caserta                      |
| 20 luglio 2014  | Campione d'Italia | Piazzale Maestri Campionesi            |
| 22 luglio 2014  | Brescia           | Piazza della Loggia                    |
| 14 agosto 2014  | Nettuno           | Stadio del Baseball                    |
| 16 agosto 2014  | Melpignano        | Piazzale Ex Convento degli Agostiniani |
| 19 agosto 2014  | Diamante          | Teatro dei Ruderi di Cirella           |
| 21 agosto 2014  | Catanzaro         | Arena Magna Grecia                     |
| 23 agosto 2014  | Palermo           | Teatro di Verdura                      |
| 24 agosto 2014  | Taormina          | Teatro antico di Taormina              |

### Scaletta
1. Amore puro
2. Il mondo in un secondo
3. Non devi perdermi
4. Ciao
5. Medley:
  1. Ancora di più
  2. Estranei a partire da ieri
  3. Stupida
6. Hell or High Water
7. Niente
8. Non sarà un arrivederci
9. Urlo e non mi senti
10. La volta buona
11. Medley:
  1. Succede
  2. Stella incantevole
  3. Bellissimo
12. Da casa mia
13. L'hai dedicato a me / Monkey Man (cambio brano nel tour estivo)
14. Bellezza, incanto e nostalgia
15. Fuoco d'artificio
16. La vita che vorrei
17. Starò meglio
18. I'm a woman, clip his wings
19. Ti aspetto
20. Senza nuvole
21. Difendimi per sempre
22. Immobile

## Classifiche

### Posizioni massime
| Classifica (2013) | Posizione massima |
| ----------------- | ----------------- |
| Italia            | 1                 |
| Svizzera          | 40                |

### Classifiche di fine anno
| Classifica (2013) | Posizione |
| ----------------- | --------- |
| Italia            | 16        |
| Classifica (2014) | Posizione |
| Italia            | 28        |